# F.O.A.D.
F.O.A.D. (et akronym for Fuck Off And Die) er et album fra det norske black metal-band Darkthrone. Det blev udgivet i september 2007 og trækker Darkthrone længere væk fra deres black metal-rødder, mens det er større fokus på den punk-orienterede stil som blev introduceret på deres forrige album, samt mere traditionel heavy metal.

## Spor
1. "These Shores Are Damned" – 5:04
2. "Canadian Metal" – 4:44
3. "The Church of Real Metal" – 4:36
4. "The Banners of Old" – 4:40
5. "Fuck Off And Die" – 3:52
6. "Splitkein Fever" – 4:45
7. "Raised on Rock" – 3:27
8. "Pervertor of the 7 Gates" – 4:25
9. "Wisdom of the Dead" – 4:43

| Musik | Spire Denne musikartikel er en spire som bør udbygges. Du er velkommen til at hjælpe Wikipedia ved at udvide den. |